# Oodnadatta
Oodnadatta egy hozzávetőleg 270 lakosú kistelepülés Dél-Ausztráliában, Coober Pedytől mintegy 180 kilométerre keletre. A róla elnevezett Oodnadatta Track földút legfontosabb települése, évtizedeken keresztül az egykori Old Ghan vasút végállomása, az ausztrál Outback része. Nevét az őslakók utnadata kifejezése után kapta, melynek jelentése a mulgafa (acacia aneura) virágzása. A településnek önkormányzata nincs.

## Elhelyezkedése
A település egy félsivatagos síkságon, időszakos vízfolyások és tavak közelében fekszik, 114 méter tengerszint feletti magasságban. A legközelebbi nagyobb városok légvonalban: Coober Pedy 180 kilométerre délnyugatra, Port Augusta 700 kilométer délkeletre, Alice Springs 440 kilométer északnyugatra. A településtől kb. 100 kilométerre keletre húzódik az Eyre tó és a Simpson sivatag. 1960-ban Oodnadattában mérték Ausztrália legmagasabb hőmérsékletet, 50,7 Celsius-fokot. Közvetlenül a város mellett van a többnyire kiszáradt medrű, de néha komoly áradásokat hozó Oodnadatta Creek patak.

### Megközelítése
A települést évtizedeken keresztül a The Ghan vasúttal lehetett elérni Adelaide és Alice Springs irányából. A vasút nyomvonalának 1980-as áthelyezése óta viszont csak négy hosszú és kényelmetlen, gyakran csak terepjáróval járható  földút maradt. Az Oodnadatta Track déli irányban Marree felé tart, majd Lyndhurst után aszfaltúton lehet továbbhaladni Port Augusta felé. A Oodnadatta Track a másik irányban a Stuart Highway országútnál, Marla településen ér véget. A harmadik lehetőség az Oodnadatta Road nevű földút, mely Coober Pedy felé vezet. Észak felé is tovább lehet haladni a régi vasút sínei mentén húzódó Old Ghan Heritage Trail földúton, Finke település felé. Ezeken felül még két jelöletlen földút is indul a település közeléből keleti irányba, ezek marhatenyésztő gazdaságokhoz vezetnek. Oodnadattát száraz időben személyautóval is meg lehet közelíteni, a váratlan esőzések és áradások alkalmával viszont csak terepjáróval engedélyezik a behajtást, esetleg teljes útzárat rendelnek el. Az utasokat is szállító postajárat hetente kétszer közlekedik Coober Pedyből. 
Oodnadattának saját repülőtere van, közvetlenül a település mellett. Az itt működő légitaxi vállalkozás sétautakat is indít (pl. az Eyre-tóhoz).

## Története
A félsivatagos környéken évezredek óta éltek csekély számban ausztrál őslakók, de utánuk település nem maradt fent. A környék első európai felfedezői Eyre volt 1840-ben, majd John McDouall Stuart 1860 körül. Stuart az őslakók évezredes ösvényét követve jutott a területre. Az általa feltérképezett ösvény mentén, a forrásoknál (springs) és patakoknál (creek) kistelepülések, marhagazdaságok jöttek létre. 1872-re felépült a nagy távíróvezeték, a hozzá szükséges ismétlőállomásoknál újabb kis települések jöttek létre.
Oodnadatta a vasútnak köszönhette létét. Hivatalos megalakítása 1890. október 30. volt, amikor a Port Augustából indult vasútépítkezés elérte el a környéket. Az 1891. január hetedikén megnyílt, akkoriban Great Northern Railwaynek nevezett vonalnak 38 évig itt volt a végállomása, innen afgán vezetők tevekaravánokkal szállították az árukat észak felé. Mivel az árukat nem lehetett a körülmények miatt lóval szállítani, 1838-tól kezdődően tevéket és afgán vezetőket hoztak az országba. Oodnadatta ezekben az években egy gyorsan fejlődő kereskedőváros lett, ahonnan hetente indultak a karavánok észak felé.
A vasutat végül továbbépítették, 1929-ben adták ár az akkori Stuart, ma Alice Springs városig tartó szakaszt. A csereváros jelleg ezzel megszűnt, a karavánok munka nélkül maradtak. Az addig megbecsült afgánok a társadalom peremére szorult, felesleges emberekké váltak. Egy részük északabbra települt, mások a tevéiket eleresztve végleg Oodnadattában maradtak. Az ekkor szabadon eleresztett tevék a számukra ideális körülmények közepette gyorsan szaporodni kezdtek, az egy időben engedélyezett irtás ellenére mára több millió él szabadon Ausztráliában.
Noha a vasút továbbépítése miatt már nem indultak karavánok Oodnatattából, éppen a vasút biztosította a város továbbélését. A termeszek és áradások miatt folyamatosan javítást igénylő pálya miatt vasúti munkások laktak a városban. Oodnadatta ezekben az években a vasutat kiszolgáló, az utasokat és a környék farmjait ellátó település lett. Az újabb virágkor a második világháború alatt jött el, amikor a japánok által el nem érhető környékre nagyobb létszámú katonai erő lett telepítve, repülőtér épült, a vasútforgalom addig nem látott szintre nőtt.
A város és a környék számára a hanyatlást az okozta, hogy a folyamatosan romló pálya miatt teljesen új vasutat építettek jóval nyugatabbra, majd 1980-ban teljesen megszűnt a forgalom a régi szakaszon. A környéket ettől fogva csak több száz kilométeres földutakon lehetett megközelíteni. A vonal mentén lévő települések közül sok teljesen elhagyott kísértetvárossá vált. Oodnadatta is a halálra ítélt települések egyike volt. A lakosság száma drámaian csökkenni kezdett. Az üresen álló házakat az őslakók vásárolták fel. A nyolcvanas évektől a terepjárós turisták kezdték felfedezni a vidéket.
Egy 1976 körül Sydney és Canberra városokból ide költözött, itt új életet kezdő fiatal párnak (Adam Plate és Lynnie Trevillian) köszönhetően létrejött a kívülről egyszerű, de a turisták számára minden szükségest kínáló, világszerte ismert, rózsaszínre festett Pink Roadhouse fogadó. Szintén ők nevezték el az egykori vasút mentén húzódó földutat Oodnadatta Tracknek. Ők alapították a város fejlődéséért sokat tett Oodnadatta Progress Association szervezetet. A visszavonulni készülő pár 2012 elején eladásra hirdette a fogadót. 2012 augusztus végén a szenvedélyes rally-versenyző Adam Plate egy versenyen fának ütközött és meghalt, így a Pink Roadhouse további sorsa bizonytalanná vált.

## Élet Oodnadattában
A semmi közepén lévő település mindössze néhány rövid utcából áll. A hétköznapi életet nyáron az elviselhetetlen forróság, a szárazság, a váratlan esőzések általi, a várost napokra elszeparáló áradások és a legyek nehezítik.
A lakatlannak tűnő környéken kevés embert alkalmazó, de hatalmas méretű marhatenyésztő gazdaságok vannak, melyek a bővizű artézi kutaknak köszönhetik létüket. Ezek egyike a világ legnagyobb, 25000 négyzetkilométeres gazdasága a közeli Anna Creekben.
Oodnadatta vízellátása is az artézi kutak által biztosított, de ez a víz ivásra nem alkalmas, ivóvizet és minden egyéb mást a hetente egyszer érkező áruszállító kamionok hoznak. A terepjáró busszal közlekedő, utasokat is szállító postajárat hetente kétszer jár Coober Pedyből. A város mellett található a második világháború idejéből való, manapság sport- és turistagépek és a légimentő szolgálat által használt repülőtér. A legnagyobb munkaadó az őslakók számára nyitott Aboriginal School iskola. Oodnadattában működik Ausztrália első, 1911-ben nyitott „bozótkórháza”, ahol orvos helyett tapasztalt és jól képzett ápoló látja el a gyógyítást, szükség esetén rádión kérhet orvosi tanácsot, vagy riaszthatja a rövid időn belül kiérkező légidoktor szolgálatot.

## Az Oodna-Bloody-Datta vers
Az oodnadattai élet nehézségeit mutatja be egy ismeretlen szerző Oodna-Bloody-Datta című angol nyelvű verse. A bloody az ausztrál szlengben általánosan használt minősítő jelző, jelentése hangulatában a magyar kurva szónak felel meg. 
OODNA-BLOODY-DATTA

This town's a bloody cuss,

No bloody trams, no bloody bus,

And no one cares for bloody us,

In Oodna bloody datta .
Just bloody heat and bloody flies,

The bloody sweat runs in your eyes,

And if it rains, what a surprise!

In Oodna bloody datta.
No bloody fun, no bloody games,

No bloody sport. No bloody dames,

Won't even give their bloody names,

In Oodna bloody datta.
No bloody clouds or bloody rain,

No bloody curbs no bloody drains,

The bloody councils got no brains,

In Oodna bloody datta.
The bloody goods are bloody dear,

A bloody buck for a bloody beer,

But is it good? no bloody fear,

In Oodna bloody datta.
The bloody dances make you smile,

The bloody band is bloody vile,

They only cramp your bloody style,

In Oodna bloody datta
The best place is in bloody bed,

With bloody ice upon your head,

You might as well be bloody dead,

In Oodna bloody datta.

(Anonymus)

## Turizmus és látványosságok

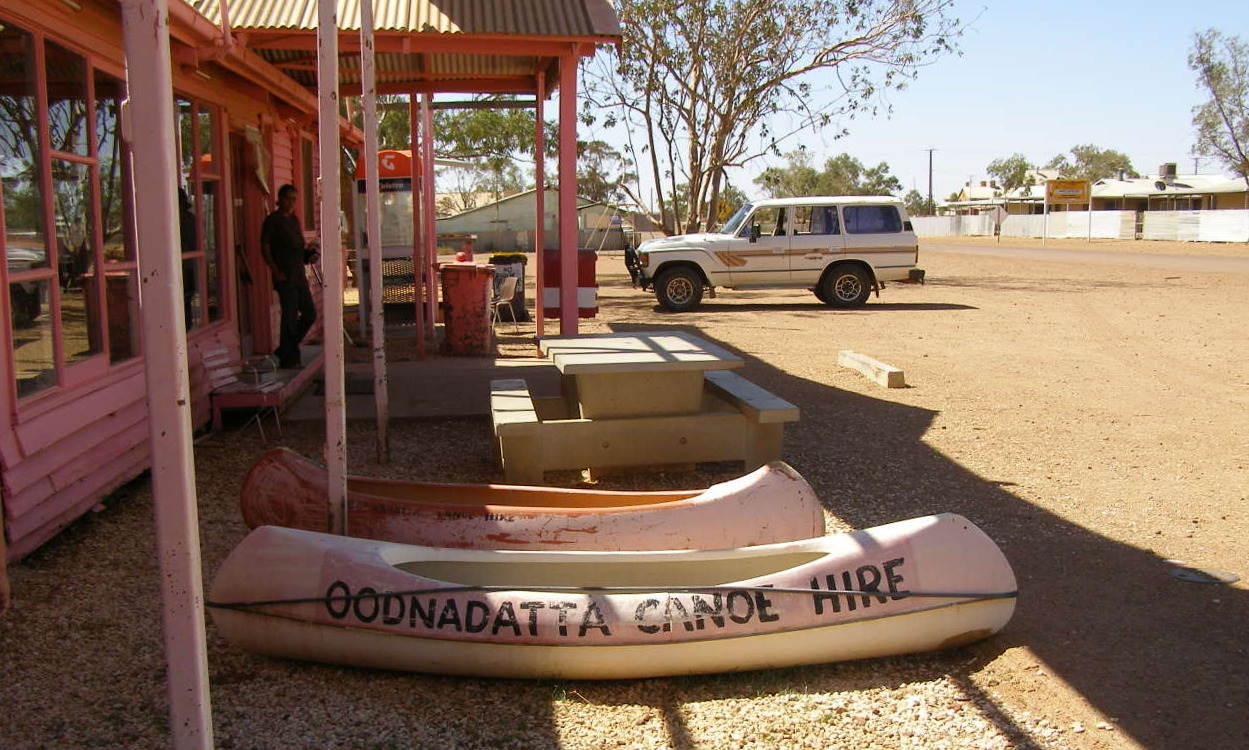
Kenukölcsönző a sivatagban

Oodnadatta bevételeinek nagy része a turizmusból származik. Az inkább egy poros tanyaközpontra, mintsem európai értelemben vett városra emlékeztető település jelentős turistacélpont. Vonzerejét a világvégi hangulat, a nehéz megközelíthetőség, a vad, sivatagi táj jelenti. A várost az 1970-es évektől egyre inkább felfedezték a kalandvágyó turisták. 1980-ig a főutcában volt a vasútállomás, mely évtizedekig végállomás is volt. Az állomásépületet később felújították, múzeumként üzemel. Szintén a főutcában áll a Pink Roadhouse fogadó, mely ausztrál szokás szerint mindent kínál, amire az utazóknak szükségük lehet. A település másik kis szállodája az aboriginal tulajdonban álló Transcontinental Hotel. Ha a patakban víz van, kenuk bérelhetők vadvízi evezésre. Turisták számára felkeresendő érdekesség az első lakók idejéből megmaradt temető.
A Marree településről induló, Oodnadattán átmenő, a Stuart Highway országútba Marlánál csatlakozó, 617 kilométer hosszú, vad és néptelen tájon húzódó Oodnadatta Track földút és a még hosszabb, kimondottan az egykori vasutat követő Old Ghan Heritage Trail út számtalan természeti értéket és vasúttörténeti emléket, romos, elhagyott egykori településeket láttat a hosszú és nehéz földutat bejáró turistákkal. Az egyéni utat nem vállalók csoportos utakat, légi-kirándulásokat is igénybe vehetnek. 
A várostól 45 kilométerre délre található az erősen lepusztult, nehezen megközelíthető Mount Toondina-kráter, egy egykori meteoritbecsapódás maradványa.